# Hrvatski nogometni kup 1998/99
Der Hrvatski nogometni kup 1998/99 war der achte Wettbewerb um den kroatischen Fußballpokal nach der Loslösung des kroatischen Fußballverbandes aus dem jugoslawischen Fußballverband.
NK Osijek setzte sich im Finale gegen den Cibalia Vinkovci durch. Es war Osijeks erster Pokalsieg in der Vereinsgeschichte.

## Modus
In diesem Jahr wurde erstmals mit einer Vorrunde gespielt. Das Viertel- und Halbfinale wurde in zwei Spielen ausgetragen. Bei gleicher Anzahl an Toren aus beiden Spielen kam die Mannschaft weiter, die auswärts mehr Tore erzielt hatte. Herrschte auch hier Gleichstand, wurde ein Elfmeterschießen zur Ermittlung des Siegers ausgetragen.

## Teilnehmer
An der Vorrunde
- 21 Sieger des Bezirkspokals
- 11 Finalisten des Bezirkspokals aus den Fußballverbänden mit der größten Anzahl registrierter Fußballclubs

| Bezirk              | Sieger                     | Finalist                   |
| ------------------- | -------------------------- | -------------------------- |
| Bjelovar-Bilogora   | HNK Daruvar                | NK Mladost-Nada Hrastovec  |
| Brod-Posavina       | NK Slavonac Stari Perkovci | NK Amater Slavonski Brod   |
| Dubrovnik-Neretva   | NK Neretva Metković        |                            |
| Istrien             | NK Pazinka Pazin           | NK Istra Pula              |
| Karlovac            | NK Slunj                   |                            |
| Koprivnica-Križevci | NK Slaven Belupo           | NK Podravac Virje          |
| Krapina-Zagorje     | NK Bojovnik 7              |                            |
| Lika-Senj           | NK Nehaj Senj              |                            |
| Međimurje           | NK Čakovec                 | Spartak Vest Mala Subotica |
| Osijek-Baranja      | NK Valpovka Valpovo        | NK Croatia Đakovo          |
| Požega-Slawonien    | NK Slavonija Požega        |                            |

| Bezirk               | Sieger                   | Finalist                |
| -------------------- | ------------------------ | ----------------------- |
| Primorje-Gorski      | NK Halubjan Viškovo      |                         |
| Sisak-Moslavina      | HNŠK Moslavina Kutina    | NK TŠK Topolovac        |
| Split-Dalmatien      | NK Mosor Žrnovnica       | NK Dugopolje            |
| Šibenik-Knin         | NK Zagora Unešić         |                         |
| Varaždin             | NK Varaždin              | Tišljar Ivančica Ivanec |
| Virovitica-Podravina | NK Mladost 127 Suhopolje |                         |
| Vukovar-Syrmien      | NK Graničar Županja      |                         |
| Zadar                | NK Raštane               |                         |
| Stadt Zagreb         | NK Špansko               | NK Posavina Zagreb      |
| Zagreb               | NK Samobor               | NK Dugo Selo            |

Am Sechzehntelfinale
- Die 16 punktbesten Vereine der Fünfjahres-Pokalwertung. (63 Punkte für den Pokalsieger, 31 für den unterlegenen Finalisten, 15 für die Halbfinalisten, 7 für die Viertelfinalisten, 3 für die Achtelfinalisten und 1 Punkt für die Sechzehntelfinalisten.)

| - 1. NK Croatia Zagreb (251) - 2. Hajduk Split (151) - 3. NK Varteks Varaždin (67) - 4. NK Zagreb (71) | - 5. HNK Rijeka (51) - 6. NK Osijek (47) - 7. NK Zadar (37) - 8. Inter Zaprešić (35) | - 09. HNK Dubrovnik (27) - 10. HNK Segesta Sisak (21) - 11. Cibalia Vinkovci (17) - 12. NK Hrvatski dragovoljac (16) | - 13. HNK Šibenik (14) - 14. NK Belišće (12) - 15. NK Marsonia (11) - 16. NK Bjelovar (10) |

## Ergebnisse

### Vorrunde
Die Spiele fanden am 19. August 1998 statt.
|                           | Ergebnis |                            |
| ------------------------- | -------- | -------------------------- |
| NK Mosor Žrnovnica        | 11:00    | HNK Daruvar                |
| Valpovka Satnica Valpovka | 1:2      | NK Samobor                 |
| NK Čakovec                | 3:0      | NK Croatia Đakovo          |
| NK Slavonija Požega       | 5:0      | Spartak Vest Mala Subotica |
| NK Dugo Selo              | 2:1      | NK Posavina Zagreb         |
| NK Halubjan Viškovo       | 3:0      | NK Dugopolje               |
| NK Podravac               | 2:1      | NK Slunj                   |
| Tišljar Ivančica Ivanec   | 1:4      | NK Slaven Belupo           |
| NK Bojovnik 7             | 1:0      | NK Slavonac Stari Perkovci |
| NK Pazinka Pazin          | 1:0      | NK Varaždin                |
| NK Zagora Unešić          | 0:2      | HNŠK Moslavina Kutina      |
| NK Amater Slavonski Brod  | 4:0      | NK Mladost-Nada Hrastovec  |
| NK Istra Pula             | 3:2      | NK Graničar Županja        |
| NK Raštane                | 2:0      | NK Nehaj Senj              |
| NK TŠK Topolovac          | 4:0      | NK Neretva Metković        |
| NK Špansko                | 0:1      | NK Mladost 127 Suhopolje   |

### Sechzehntelfinale
Die Spiele fanden zwischen dem 6. und 15. September 1998 statt.
|                          | Ergebnis              |                         |
| ------------------------ | --------------------- | ----------------------- |
| NK Mosor Žrnovnica       | 0:1 n. V.             | NK Osijek               |
| NK TŠK Topolovac         | 0:1                   | NK Varteks Varaždin     |
| NK Dugo Selo             | 3:2                   | NK Croatia Zagreb       |
| NK Amater Slavonski Brod | 2:2 n. V. (4:2 i. E.) | NK Zagreb               |
| NK Bojovnik 7            | 2:3                   | Hajduk Split            |
| NK Halubjan Viškovo      | 1:2                   | HNK Rijeka              |
| NK Podravac              | 1:5                   | NK Zadarkomerc          |
| HNŠK Moslavina Kutina    | 2:3                   | HNK Segesta Sisak       |
| NK Raštane               | 2:0                   | Inker Zaprešić          |
| NK Čakovec               | 2:0                   | HNK Dubrovnik           |
| NK Samobor               | 1:2                   | NK Hrvatski dragovoljac |
| NK Pazinka Pazin         | 0:6                   | Cibalia Vinkovci        |
| NK Slavonija Požega      | 0:3                   | NK Belišće              |
| NK Istra Pula            | 1:1 n. V. (1:4 i. E.) | HNK Šibenik             |
| NK Marsonia              | 0:4                   | NK Slaven Belupo        |
| NK Mladost 127 Suhopolje | 2:1                   | NK Bjelovar             |

### Achtelfinale
Die Spiele fanden zwischen den 21. und 29. September 1998 statt.
|                   | Ergebnis              |                          |
| ----------------- | --------------------- | ------------------------ |
| Hajduk Split      | 5:1                   | NK Mladost 127 Suhopolje |
| HNK Šibenik       | 0:1                   | NK Varteks Varaždin      |
| NK Belišće        | 4:1                   | NK Amater Slavonski Brod |
| Cibalia Vinkovci  | 1:0                   | HNK Rijeka               |
| NK Osijek         | 3:1                   | NK Hrvatski dragovoljac  |
| NK Čakovec        | 0:0 n. V. (5:4 i. E.) | NK Zadarkomerc           |
| HNK Segesta Sisak | 4:0                   | NK Raštane               |
| NK Slaven Belupo  | 8:0                   | NK Dugo Selo             |

### Viertelfinale
Die Hinspiele fanden am 28. Oktober und 11. November 1998 statt, die Rückspiele zwischen dem 11. und 25. November.
|                     | Gesamt |                   | Hinspiel | Rückspiel |
| ------------------- | ------ | ----------------- | -------- | --------- |
| NK Slaven Belupo    | 5:1    | HNK Segesta Sisak | 4:1      | 1:0       |
| NK Belišće          | 0:7    | Cibalia Vinkovci  | 0:4      | 0:3       |
| NK Varteks Varaždin | 2:4    | NK Osijek         | 2:1      | 0:3       |
| NK Čakovec          | 0:2    | Hajduk Split      | 0:0      | 0:1       |

### Halbfinale
Die Hinspiele des Halbfinals fanden am 3. März 1999 statt, die Rückspiele am 17. März.
|                  | Gesamt          |                  | Hinspiel | Rückspiel |
| ---------------- | --------------- | ---------------- | -------- | --------- |
| NK Osijek        | 1:0             | NK Slaven Belupo | 1:0      | 0:0       |
| Cibalia Vinkovci | 3:3 (5:6 i. E.) | Hajduk Split     | 2:1      | 1:2       |

### Finale
| Cibalia Vinkovci                          | Cibalia Vinkovci | NK Osijek | NK Osijek |
| ----------------------------------------- | --- | --- | --------- |
| Cibalia Vinkovci                          | \| 30. Mai 1999 in Zagreb (Stadion Maksimir) \| \| Ergebnis: 1:2 n. V. (1:1, 1:0) \| \| Zuschauer: 5.000 \| \| Schiedsrichter: Reno Sinovčić \| \| Spielbericht \|                                                                                          | \| 30. Mai 1999 in Zagreb (Stadion Maksimir) \| \| Ergebnis: 1:2 n. V. (1:1, 1:0) \| \| Zuschauer: 5.000 \| \| Schiedsrichter: Reno Sinovčić \| \| Spielbericht \|                                                                                              | NK Osijek |
| Cibalia Vinkovci                          | Miralem Ibrahimović – Jure Jurić (61. Leonard Bisaku), Ivan Ravlić, Danijel Bogdan – Darko Raić-Sudar, Goran Meštrović (65. Radoslav Gusić), Antun Andričević, Ivan Bošnjak – Ivan Maroslavac, Renato Jurčec (35. Miroslav Bojko) Cheftrainer: Srečko Lušić | Mario Galinović – Bakir Beširević, Damir Vuica (46. Jurica Vranješ), Ivica Beljan, Stjepan Vranješ – Davor Basić, Josip Gašpar, Igor Ergović, Mario Prišč (71. Jakov Surać) – Borimir Perković, Stanko Bubalo (64. Dumitru Mitu) Cheftrainer: Stanko Poklepović | NK Osijek |
| Cibalia Vinkovci                          | 1:0 Jure Jurić (35.) | 1:1 Dumitru Mitu (90.) 1:2 Davor Lasić (?.) | NK Osijek |
| Cibalia Vinkovci                          | Ibrahimović, Meštrović, Andričević | Ergović | NK Osijek |
| Cibalia Vinkovci                          | Ravlić, Raić-Sudar | | NK Osijek |
| 30. Mai 1999 in Zagreb (Stadion Maksimir) | | |           |
| Ergebnis: 1:2 n. V. (1:1, 1:0)            | | |           |
| Zuschauer: 5.000                          | | |           |
| Schiedsrichter: Reno Sinovčić             | | |           |
| Spielbericht                              | | |           |

## Torschützenliste
| Pl. | Name            | Mannschaft        | Tore |
| --- | --------------- | ----------------- | ---- |
| 01. | Željko Pakasin  | NK Slaven Belupo  | 5    |
| 02. | Ivan Bošnjak    | Cibalia Vinkovci  | 4    |
| 02. | Renato Jurčec   | Cibalia Vinkovci  | 4    |
| 04. | Anđelko Kvesić  | HNK Segesta Sisak | 3    |
| 04. | Goran Meštrović | Cibalia Vinkovci  | 3    |
| 04. | Dean Računica   | Hajduk Split      | 3    |
| 04. | Zoran Slišković | NK Slaven Belupo  | 3    |
| 04. | Goran Vukelja   | NK Belišće        | 3    |